# تسونوو
تسونوو (به بلغاری: Tsonevo) یک منطقهٔ مسکونی در بلغارستان است که در شهرستان دالگوپول واقع شده‌است.
 تسونوو  ۲٬۳۴۴ نفر جمعیت دارد.